# Ramon Buades Tormo
Ramon Buades Tormo (Carlet, la Ribera Alta, 1876 - Carlet, 1936) fou un dels trenta-tres supervivents del setge de Baler, coneguts com «els últims de les Filipines».
Va viure per atzar aquest episodi de la guerra contra els Estats Units que va culminar amb la desfeta i liquidació de l'Imperi Espanyol. Allistat com a quinto i destinat al Regiment d'Infanteria Luchana núm. 28, de guarnició a Tarragona, en esclatar la sublevació a les Filipines va ser embarcat a Barcelona el 18 de setembre de 1896 amb el contingent enviat a l'arxipèlag, on arribà el 17 d'octubre del mateix any. Allí, com a soldat del Batalló de Caçadors Expedicionari núm. 2, va formar part d'un destacament de cinquanta homes comandats pel capità De las Morenas que, refugiats en l'església de la petita localitat de Baler, van resistir l'assetjament dels rebels filipins esperant reforços durant tres-cents trenta-set dies (del 27 de juny de 1898 al 2 de juny de 1899), sense saber que, mentrestant, Espanya havia capitulat i renunciat a la sobirania sobre Cuba, Puerto Rico, Filipines i Guam pel tractat de París del 13 d'agost de 1898. Pel coratge que hi demostraren, els seus assetjadors els van retre honors militars quan finalment accediren a deixar el reducte. De tornada a la metròpoli, van desembarcar a Barcelona l'1 de setembre de 1899, i van rebre diverses condecoracions. A Buades li van ser concedides dues creus al mèrit militar amb distintiu roig pensionades, a més d'altres medalles. A València, va ser rebut com un heroi per la premsa i per les autoritats, i entre altres retribucions li van atorgar un lloc de treball com a guàrdia municipal, al qual va renunciar poc temps després per a continuar la seua vida de senzill llaurador a Carlet. Dels fets de Baler va deixar testimoniatge en un relat de vuit fulls que constitueix una de les escasses fonts per a la reconstrucció històrica dels detalls quotidians d'aquell episodi.